# Jeymmy Vargas
Jeymmy Paola Vargas Gómez (Cartagena de Indias, 16 giugno 1983) è una modella colombiana incoronata Miss International 2004.

## Biografia
Jeymmy Vargas è la terza rappresentante della Colombia a ottenere il titolo dopo Stella Márquez nel 1960 e Paulina Gálvez nel 1999. In precedenza era stata eletta anche Reina Internacional del Cafe 2004.